# Кирхгерр, Астрид
А́стрид Ки́рхгерр (нем. Astrid Kirchherr; 20 мая 1938, Гамбург — 12 мая 2020, Гамбург) — немецкая художница и фотограф, известная своим сотрудничеством и близкими отношениями с группой The Beatles.

## Юность
Астрид Кирхгерр родилась в 1938 году в Гамбурге, в семье бывшего работника Ford. Когда началась Вторая мировая война, девочку эвакуировали к Балтийскому морю. С детства у неё остались мрачные воспоминания о разрушенном родном городе и о трупах, которых выбрасывало на берег моря после потопления транспортных судов «Кап Аркона» и «Дойчланд».
После окончания школы Астрид захотела стать модельером, но у неё обнаружился талант к чёрно-белой фотографии. Она сменила образовательный профиль, и после получения диплома четыре года (1959—1963) работала ассистенткой у своего преподавателя фотографии Рейнарда Вульфа.
В конце 1950-х—начале 1960-х годов Астрид и её друзья по художественному колледжу увлеклись движением экзистенционалистов, которых Джон Леннон позже назвал «экзистами». Об этом художница рассказала в 1995 году в своём интервью для BBC: «Наша философия — ведь мы были ещё детьми — в целом заключалась в ношении грязной одежды и напускном унылом виде. Но, конечно, мы знали, например, кто такой Жан Поль Сартр. Нас вдохновляли французские писатели и художники, потому что Франция была к нам ближе всех. Англия была чересчур далека, не говоря уже об Америке. В общем, Франция была самой близкой к нам. Мы брали оттуда все новости и копировали одежду французских экзистенционалистов… Нам хотелось быть свободными, непохожими на других и, как бы сейчас сказали, прикольными».

## Кирхгерр и The Beatles
В художественной школе Астрид Кирхгерр подружилась с Клаусом Форманом и Юргеном Фоллмером; у всех троих были одинаковые взгляды на моду, культуру и музыку. Кирхгерр стала девушкой Формана, который переехал в дом её семьи, где ему выделили отдельную комнату. Однажды, поссорившись с друзьями, раздражённый Форман решил побродить по Репербану. Там он услышал музыку, доносящуюся из ночного клуба «Кайзеркеллер». Форман зашёл туда и увидел выступление группы под названием «The Beatles». После этого случая Форману удалось убедить Кирхгерр и Фоллмера послушать музыку этой новой группы, посетив «Кайзеркеллер» (который был расположен в районе Репербана, пользовавшемся дурной славой). Астрид была под таким сильным впечатлением от «битлов», что пожелала немедленно познакомиться с ними и видеться как можно чаще. Просто трое друзей никогда прежде не слушали рок-н-ролла, ограничиваясь в основном джазом, из исполнителей — Нэт Кинг Коулом и The Platters.
Кирхгерр позже рассказывала, что вместе с Форманом и Фоллмером чувствовала себя неловко из-за недавнего прошлого Германии. Поэтому она была бы счастлива познакомиться с англичанами, хотя была уверена, что те будут смеяться над её немецким акцентом. Эту уверенность подкрепляло и то, что Джон Леннон часто язвительно кричал со сцены «Эй, немцы, а мы выиграли войну!», зная, что мало кто из немецких зрителей понимал английский, зато, если в клубе были англичане, то они-то на это хохотали до упаду.
Стюарту Сатклиффу очень нравились трое их постоянных зрителей, особенно Астрид — он называл их «настоящей богемой». Позже Билл Хэрри утверждал, что, когда Астрид входила в клуб, все взгляды устремлялись на неё. Сатклифф писал друзьям, что глаз не может оторвать от этой незнакомки, и хотел однажды поговорить с ней в перерыве, но она уже ушла из «Кайзеркеллера».
Вскоре Сатклиффу удалось познакомиться с Кирхгерр, Форманом и Фоллмером; он с радостью выяснил, что они, как и «битлы», закончили художественный колледж  (теперь колледж, где училась Кирхгерр, называется Университетом прикладных наук). Кирхгерр спросила членов группы, не хотят ли они, чтобы она сфотографировала их на фотосессии, что их восхитило, так как у остальных подобных коллективов обычно не было снимков, сделанных профессионалами. Уже на следующее утро после этого Кирхгерр фотографировала The Beatles камерой Rolleicord в небольшом парке недалеко от Репербана, а вечером того же дня привела их всех (кроме Пита Беста, отказавшегося от приглашения) в свой дом. Комната Астрид вызвала всеобщий интерес: с чёрными обоями и мебелью, серебряной фольгой на стенах и веткой, свисавшей с потолка, она была обставлена во вкусе Формана. Но после того, как в жизнь Астрид вошли The Beatles, её отношения с Форманом стали чисто дружескими. Не прекращая этих дружеских отношений, Астрид стала встречаться с Сатклиффом.

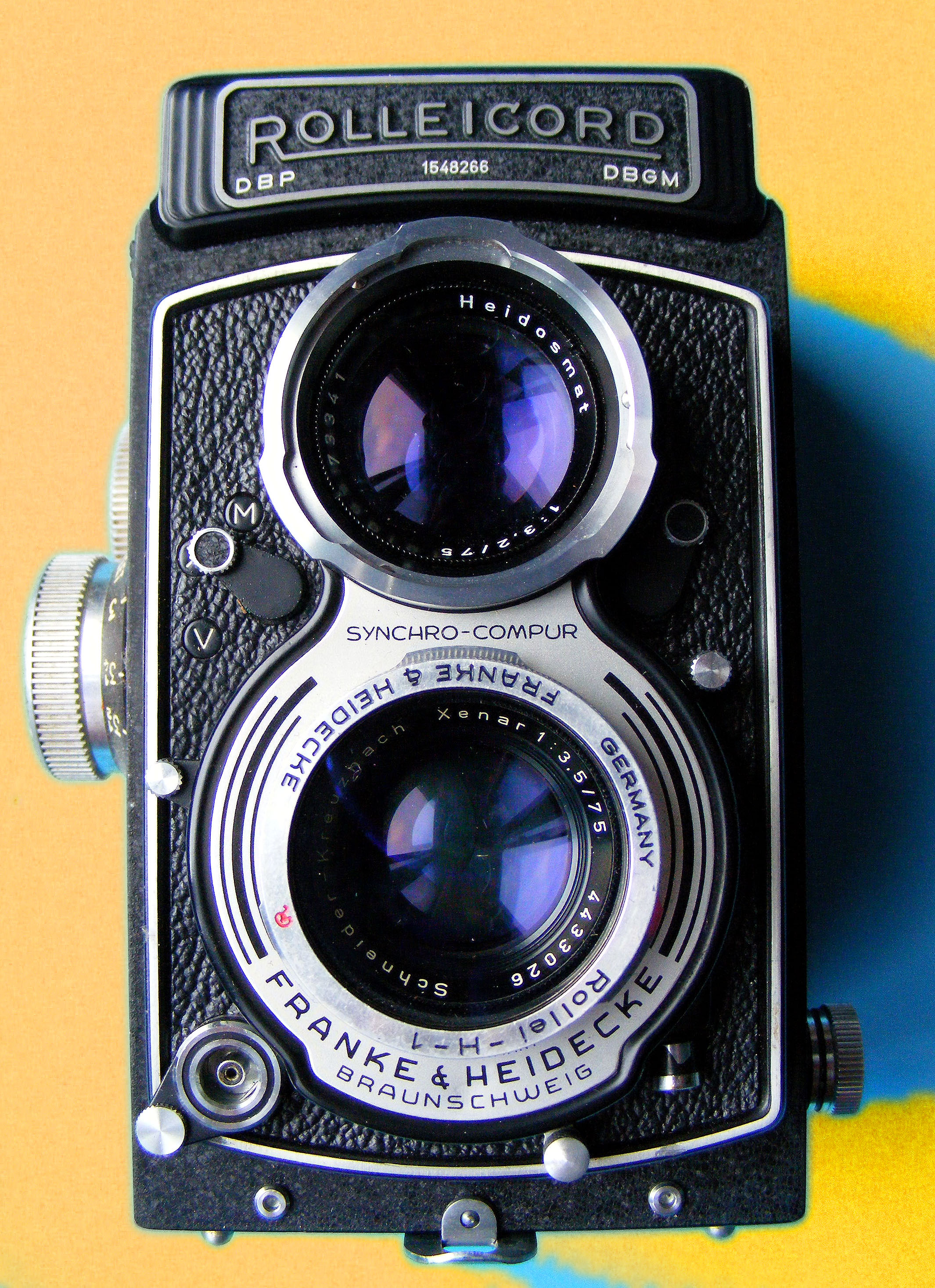
Фотоаппарат Rolleicord, с которым работала Астрид Кирхгерр.

Кирхгерр стала помогать «битлам». В частности, она поставляла им фенметразин, который они принимали с пивом и который придавал им сил и вдохновлял их. Фенметразин можно было купить только по рецепту врача, поэтому мать Астрид договорилась со знакомым аптекарем, чтобы тот продавал Астрид этот наркотик без всяких вопросов.
После встречи с Кирхгерр Леннон часто писал в письмах к своей девушке Синтии Пауэлл «Астрид сказала то, Астрид сделала это», из-за чего Синтия начала ревновать. Она успокоилась, лишь узнав об отношениях Кирхгерр и Сатклиффа. Когда Синтия с Дот Роун (девушкой Маккартни) в апреле 1961 года приехала в Гамбург, они остановились в доме Кирхгерров. Позже, в августе 1963 года, Астрид и её подруга встретили Джона и Синтию Леннонов в Париже, где те проводили медовый месяц. Все четверо ходили от бара к бару, пока, наконец, не пришли в комнату, которую снимала Астрид, и не уснули там на одной кровати.
Кирхгерр и «битлы» вновь встретились в 1966 году, когда группа приехала в Германию, и Кирхгерр дала Леннону письма, которые тот писал Сатклиффу в 1961—1962 годах. Леннон сказал, что это для него был «лучший подарок за многие годы». Самой Кирхгерр все участники группы писали часто. Она говорила: «Сейчас у меня сохранилась только парочка писем от Джорджа, которые я никому не покажу, но на самом деле этих писем — как от него, так и от остальных — было очень много. Я, наверное, выбрасывала их. Все делают так в молодости, не думая о будущем».
В 1968 году Кирхгерр стала дизайнером обложки альбома Джорджа Харрисона Wonderwall Music.
Кирхгерр считается изобретательницей необычных причёсок The Beatles, хотя она сама это яростно отрицает: «Глупые люди говорят, что я создала эти причёски! Это чепуха! Многие немецкие юноши их носили. Стюарт начал им подражать, за ним последовали и остальные. А из того, что я дала им, самое ценное — дружба». В 1995 году она сказала в своём интервью BBC: «Все мои приятели по колледжу бегали с этой так называемой „битловской причёской“! И мой дружок Клаус Форман её носил; она очень-очень понравилась Стюарту. Он первый попросил меня так его подстричь. А вот, например, Пит Бест, их первый барабанщик, был курчавым, у него эта стрижка не смотрелась». По словам Кирхгерр, когда сменил причёску Сатклифф, за ним последовал Харрисон, которого Астрид подстригла во время своего визита в Ливерпуль. А Леннону и Маккартни сделал эту причёску в Париже Фоллмер, который тогда работал там ассистентом у фотографа Уильяма Клейна.
Когда Сатклифф переехал в дом Кирхгерров, у него вошло в привычку брать одежду у Астрид, так как он был одного с нею роста. Он носил её брюки, пиджаки и шарфы. Кроме того, он брал у неё взаймы кордовый костюм без лацканов, который он надевал для выступлений. Над этим костюмом часто смеялся Леннон, спрашивая, не у матери ли Сатклифф одолжил эту одежду.

## Помолвка со Стюартом Сатклиффом
Стюарт Сатклифф писал друзьям, что с самого начала влюбился в Астрид, и расспрашивал её приятелей о её вкусах (какие ей нравились цветы, фильмы, книги, картины; с какими она дружила людьми). Пит Бест позже рассказывал, что начало романа Астрид и Стюарта было «точь-в-точь как в сказке». Сама Кирхгерр утверждает, что влюбилась в Сатклиффа с первого взгляда, и до сих пор называет его «своим единственным возлюбленным».
Астрид и Стюарт обручились в ноябре 1960 года, обменявшись, по немецкому обычаю, кольцами. Сатклифф написал родителям, сообщив, что помолвлен с Астрид Кирхгерр, и они были шокированы этим, так как думали, что их сын собирался оставить искусство; впрочем, Стюарт говорил Астрид, что собирался стать учителем в Лондоне или Гамбурге. В феврале 1961 года Сатклифф, заняв у невесты денег на билет, вылетел навестить родных в Ливерпуль, затем вернулся оттуда через месяц.
Летом того же года Кирхгерр и Сатклифф прибыли в Ливерпуль вместе: Кирхгерр хотела до свадьбы встретиться с семьёй своего жениха, а также посмотреть на его родной город. Все ожидали, что из Гамбурга приедет странная женщина, одна из битников, но Астрид явилась в дом Сатклиффов строго одетой в кашемировый свитер и длинную юбку, принеся в подарок семье Стюарта одну большую орхидею.
В 1962 году Сатклиффу стало плохо в гамбургском художественном колледже. У него и до этого часто и сильно болела голова, и мать Астрид приглашала многих докторов, но никто не мог поставить точного диагноза. Вскоре Сатклиффу стало хуже, и вот 10 апреля 1962 года Астрид на работу позвонила мать и сказала, что он чувствует себя ужасно, его привезли домой и вызвали «Скорую помощь». Астрид примчалась домой и вместе со Стюартом отправилась в больницу, но он ещё в дороге умер у неё на руках.
Спустя три дня в Гамбург прилетели выступать Леннон, Маккартни и Бест. Кирхгерр встретила их в аэропорту и сообщила, что Сатклифф скончался от кровоизлияния в мозг . Через некоторое время прибыли Харрисон, Брайан Эпстайн и мать Сатклиффа, которой срочно послали телеграмму. Леннон и Харрисон заботились об убитой горем Астрид. Однажды Леннон сказал ей, что ей всё-таки нужно было сделать выбор «жить или умереть, ведь третьего не дано».

## Карьера
В 1964 году Кирхгерр стала свободным фотографом. Со своим коллегой Максом Шелером она фотографировала The Beatles во время съёмок «Вечера трудного дня» для немецкого журнала «Stern». Брайан Эпстайн запретил фотографировать группу без его на то разрешения, но Кирхгерр предварительно позвонила Харрисону, который сказал ей, что всё устроит, только если ей заплатят за работу.

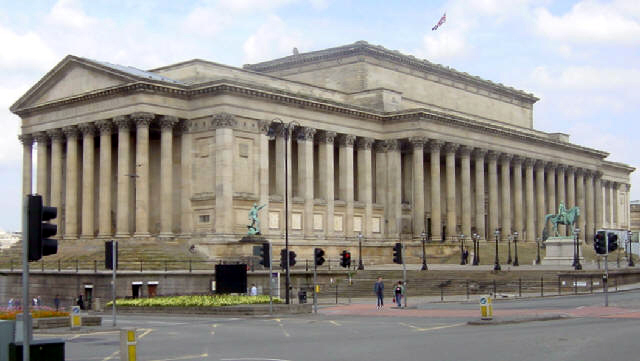
Сент-Джорджс-Холл, Ливерпуль. Здесь Кирхгерр фотографировала ливерпульских музыкантов.

Позже из редакции «Stern» позвонили Биллу Хэрри в редакцию «Mersey Beat» и спросили, не мог бы он выслать им фотографии всех ливерпульских музыкальных групп. Хэрри предложил Кирхгерр сделать эти фотографии. Впрочем, сама Кирхгерр утверждает, что предложение поступило из газеты «Liverpool Echo», куда она ранее поместила объявление.
Как бы то ни было, Кирхгерр и Шелер взялись за это дело, сказав, что каждый музыкант, который придёт фотографироваться к Сент-Джорджс-Холлу, получит по фунту. Но в назначенный день явились примерно двести групп, и у обоих фотографов вскоре кончились деньги. Эти чёрно-белые фотографии Кирхгерр опубликовала только в 1995-м году в своей книге «Ливерпульские дни» (англ. Liverpool Days). В 1999 году как продолжение ею был выпущен в двух частях сборник «Гамбургские дни» (англ. Hamburg Days), куда, кроме её фотографий, вошли рисунки Формана. На этих рисунках были запечатлены по памяти те события, которые хорошо помнил Форман, но не фотографировала Кирхгерр (или фотографии которых были утеряны).
Кирхгерр позже рассказывала, как трудно было стать женщиной-фотографом в 1960-х: «Каждая редакция газеты или журнала требовала, чтобы я опять и опять фотографировала The Beatles. Или же они просили разрешения на публикацию старых фотографий группы, даже если они были плохо снятыми и нечёткими. На другие мои работы никто смотреть не желал. Девушке-фотографу в шестидесятых годах было очень тяжело зарабатывать на жизнь. В конце концов я сдалась. С 1967 года я не сняла практически ни одной фотографии». Известно, что Кирхгерр решила сделать сборник фотографий «Когда у нас всё было замечательно» (англ. When We Was Fab, 2007) своей последней публикацией: «Я, наконец, создала книгу совершенно сама. Книгу с моими любимыми фотографиями, оформленными так, как оформила их я, вплоть до подписей и дизайна обложки… Эта книга — я сама. Поэтому она станет последней. Самой последней».
Кирхгерр очень уважает некоторых других фотографов, например, Энни Лейбовиц (за юмор), Ирвина Пенна, Ричарда Аведона; а также французских режиссёров Франсуа Трюффо и Жана Кокто. Из её собственных фотографий ей больше всего нравятся портреты Сатклиффа на фоне Балтийского моря и Леннона с Харрисоном в её комнате. Она не очень приветствует развитие цифровой фотографии, считая, что фотограф должен работать для искусства, а не для техники. Впрочем, она сама признаётся, что в целом не знает об IT ничего и боится Интернета.
Она всегда утверждает, что плохо разбирается в бизнесе и редко заботится о защите авторского права на свои работы. Её коллега Ульф Крюгер, продюсер, успешно занимается этим вместо неё, но, тем не менее, он считает, что Астрид потеряла за всю жизнь более 500 000 фунтов на использованных без её разрешения фотографиях.
В июле 2001 года Кирхгерр посетила Ливерпуль, где в картинной галерее недалеко от «Cavern Club» открылась выставка её фотографий. В августе того же года она стала гостьей ливерпульской «Недели The Beatles».

## Жизнь от 60-х гг. до последних дней
В 1967 году Астрид Кирхгерр вышла замуж за Гибсона Кемпа, английского барабанщика, заменившего Ринго Старра в Rory Storm and the Hurricanes. Спустя семь лет супруги развелись. Кирхгерр работала официанткой, дизайнером, музыкальным продюсером, вышла замуж вторично за немецкого бизнесмена (этот брак продлился до 1985 года).
В 1994 году Кирхгерр была консультанткой на съёмках фильма «Пятый в квартете» о ней самой и начинающих The Beatles в Гамбурге. Её потряс актёр Стивен Дорфф, игравший Сатклиффа: по её словам, он был так сильно похож внешне и жестами на Сатклиффа, что у неё мурашки бежали по коже. Саму Кирхгерр играла Шерил Ли.
С середины 1990-х Кирхгерр и Крюгер держали магазин «К.&К.» в Гамбурге, продавая книги и фотоальбомы. Иногда они помогали устраивать городские мероприятия, связанные с The Beatles. У Кирхгерр не было детей, она жила одна, но утверждала, что была вполне счастлива.